# Isostenosmylus pulverulentus
Isostenosmylus pulverulentus är en insektsart som först beskrevs av Gerstaecker 1894.  Isostenosmylus pulverulentus ingår i släktet Isostenosmylus och familjen vattenrovsländor. Inga underarter finns listade i Catalogue of Life.